# Стюарт Кеннеді
Стюарт Кеннеді (англ. Stuart Kennedy; нар. 31 травня 1953, Гренджмут) — шотландський футболіст, що грав на позиції захисника.
Виступав, зокрема, за «Абердин», з яким став чемпіоном Шотландії, дворазовим володарем Кубка Шотландії, володарем Кубка шотландської ліги та переможцем Кубка Кубків УЄФА. Також грав за національну збірну Шотландії, у складі якої був учасником чемпіонату світу 1978 року.

## Клубна кар'єра
У дорослому футболі дебютував 1971 року виступами за команду «Фолкерк», в якій провів п'ять сезонів, взявши участь у 107 матчах чемпіонату. Більшість часу, проведеного у складі «Фолкерка», був основним гравцем захисту команди.
1976 року перейшов до клубу «Абердин» за 30 000 фунтів стерлінгів. Тут Стюарт відіграв 7 сезонів і зайняв помітне місце в успішній команді «Абердина». Кеннеді став частиною легендарної команди Алекса Фергюсона, яка виграла Футбольну лігу Шотландії в сезоні 1979/80, Кубок Шотландії в сезоні 1981/82 і Кубок Ліги 1976/77 років.
У другому матчі півфіналу Кубка володарів кубків у 1983 році Кеннеді отримав серйозну травму коліна. Зігравши в кожній грі європейської кампанії «Абердіна» до того моменту, він був змушений спостерігати з лавки запасних, коли його команда зустрілася з мадридським "Реалом" в фіналі у Гетеборгу, Швеція. Шотландці виграли турнір, обігравши іспанський гранд з рахунком 2:1. Травма виявилася настільки серйозною, що Кеннеді ніколи більше не грав на професійному рівні. 2016 року за свої досягнення був включений до Зали слави «Абердина».

## Виступи за збірну
22 лютого 1978 року дебютував в офіційних матчах у складі національної збірної Шотландії в товариському поєдинку проти Болгарії (2:1).
У складі збірної був учасником чемпіонату світу 1978 року в Аргентині, де зіграв у матчах проти Перу та Нідерландів, але його команда не подолала груповий етап.
Загалом протягом кар'єри у національній команді, яка тривала 4 роки, провів у її формі 8 матчів.

## Титули і досягнення
- Чемпіон Шотландії (1):

«Абердин»: 1979/80
- Володар Кубка Шотландії (2):

«Абердин»: 1981/82, 1982/83
- Володар Кубка шотландської ліги (1):

«Абердин»: 1976/77
- Володар Кубка володарів кубків УЄФА (1):

«Абердин»: 1982/83